# Rachel Corrie
Rachel Aliene Corrie (* 10. April 1979 in Olympia, Washington, USA; † 16. März 2003 in Rafah, Gazastreifen) war eine US-amerikanische Aktivistin des pro-palästinensischen International Solidarity Movement (ISM). Sie wurde bei einer von den israelischen Streitkräften vorgenommenen Hauszerstörung tödlich verletzt. Ihre Todesumstände, insbesondere ob ein  Tötungsdelikt bestand, blieben umstritten.

## Schule und Studiumszeit
Rachel Corrie entstammt einer vierköpfigen Familie, ihr Vater ist Versicherungsangestellter und die Mutter Musikerin. Nach ihrem Abschluss an der Capital High School in ihrem Heimatort Olympia studierte sie in derselben Stadt am Evergreen State College liberal arts, einen Studiengang zur Förderung von Allgemeinbildung und grundlegender intellektueller Fähigkeiten.
Während ihres Studiums arbeitete Corrie ehrenamtlich beim Washington Conservation Corps, einer Einrichtung des Umweltministeriums und Teil des AmeriCorps-Programms im Staat Washington zum Schutz und zur Aufwertung der Umwelt. Andere ehrenamtliche Tätigkeiten umfassten drei Jahre lang Patientenbesuche in einem Krankenhaus. Vor ihrer Reise nach Gaza organisierte Corrie außerdem ein Brieffreundschafts-Programm zwischen Kindern aus Olympia und Rafah.

## Umstände des Todes

### Reise in palästinensische Gebiete
2003 meldete sich Corrie von ihrem Studium vorübergehend ab und reiste im Januar in das Westjordanland und den damals israelisch besetzten Gazastreifen, um an verschiedenen Solidaritätsaktionen der ISM für Palästinenser teilzunehmen. Einer Mitstudentin teilt sie mit, sie wolle die Privilegien eines US-Bürgers nutzen, um Palästinensern gegen die Besatzung zu helfen. Sie nahm zuerst an einem Trainingskurs der ISM im Westjordanland teil, wo unter anderem gelehrt wurde, wie man die Armee auf sich aufmerksam macht, um Unfälle zu vermeiden.
Bei ihren Protestaktionen wandte sie sich gegen Hauszerstörungen in palästinensischen Gebieten durch das israelische Militär. Die Aktionen waren jedoch nicht von Erfolg gekrönt, die Zerstörungen konnten nicht verhindert werden. Zudem wurden die Aktivisten von einigen Palästinensern skeptisch betrachtet, da das Gerücht verbreitet wurde, sie seien Spione. Bei einer Demonstration gegen den Irakkrieg am 15. Februar wurden Corrie Bilder einer US- und einer israelischen Flagge zum Verbrennen gegeben. Sie weigerte sich die israelische Flagge zu verbrennen, verbrannte aus Protest gegen die US-Außenpolitik allerdings das US-Bild, was in den USA auf Kritik stieß und nach ihrem Tod oft gegen sie verwendet wurde. Außerdem nahm Corrie an einem kanadischen Hilfsprojekt zur Reparatur von Brunnen teil, die vom israelischen Militär zerstört wurden.

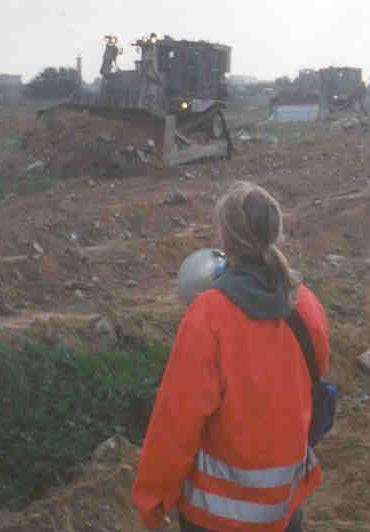
Rachel Corrie am Morgen des 16. März 2003

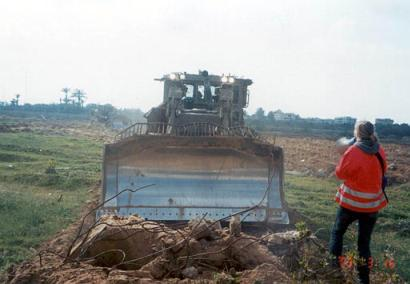
Rachel Corrie vor einer Planierraupe stehend

### Tod und Angaben zum Verlauf
Corrie starb am 16. März 2003 im Alter von 23 Jahren beim Versuch, die Zerstörung eines palästinensischen Hauses durch eine gepanzerte Planierraupe der israelischen Streitkräfte aufzuhalten. Aktivisten waren schon zuvor einige Male verletzt worden. Corrie war jedoch das erste Todesopfer unter den ISM-Mitgliedern. Laut Armeeangaben war das Gebiet zuvor für Zivilisten gesperrt, obwohl das Militär dort völkerrechtlich kein legitimes Aufenthaltsrecht hatte.
Mit ihr waren sieben weitere britische und amerikanische Aktivisten vor Ort. Das israelische Militär sah die Aktivisten und gab Warnschüsse ab. Corrie trug eine leuchtende orange Jacke. Zum genauen Ablauf der darauffolgenden Geschehnisse, durch die Corrie tödlich verletzt wurde, gibt es unterschiedliche Aussagen:
Nach mehrfacher Darstellung der israelischen Streitkräfte handelte es sich um einen Unfall. Der Planierraupenfahrer habe Corrie überhört und übersehen, anschließend hätten herabfallende Trümmerteile ihren Tod verursacht. Der Sprecher des israelischen Militärs warf ISM vor, ihre Aktivisten selbst in Gefahr zu bringen, wenn diese sich mutwillig in ein Kampfgebiet begäben.
Die anwesenden ISM-Aktivisten Tom Dale, Richard Purssell und Joe Carr gaben an, dass Corrie, als die Planierraupe immer näher rückte, einen Erdhügel hinaufgestiegen sei, um vom Fahrer gesehen werden zu können. Dabei sei ihr Fuß eingeklemmt worden, woraufhin sie überrollt worden sei. Sie hielten es für unmöglich, dass der Fahrer Corrie nicht gesehen hätte. Zudem hätten die Aktivisten versucht, den Fahrer durch Winken und mit einem Megaphon auf die Gefahrensituation aufmerksam zu machen.
ISM-Mitglieder brachten Corrie in ein nahe gelegenes Krankenhaus, wo man nur noch ihren Tod feststellen konnte. Die Obduktion durch den israelischen Pathologen Yehuda Hiss ergab, dass der Tod Corries durch „Druck auf die Brust (Asphyxie), Knochenbruch von Rippen und Wirbeln rückenseits von Wirbelsäule und Schulterblatt und Risswunden in der rechten Lunge mit Blutungen der Pleura“ verursacht worden war.

## Reaktionen

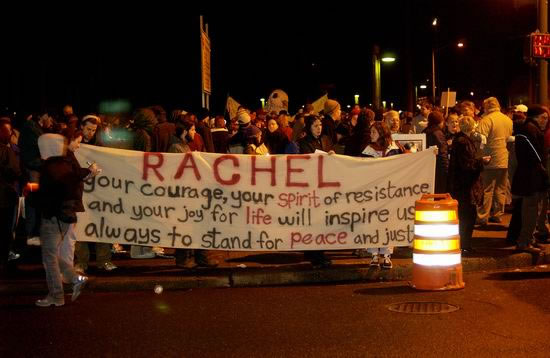
Gedenken in Olympia, Washington (2003)

Human Rights Watch kritisierte in einem Bericht von 2005, der israelische Militäruntersuchung habe es an Transparenz, Unabhängigkeit und Durchdachtheit gemangelt.
Ein Sprecher der US-Regierung erklärte, sie bedauere den Tod von Rachel Corrie.
Im März 2010 erhoben Corries Eltern gegen Israel Schadenersatzklage vor dem Bezirksgericht in Haifa. In einem erstinstanzlichen Urteil vom 28. August 2012 wurde die Klage mit der Begründung, es habe sich um einen bedauerlichen Unfall in einem Krisengebiet gehandelt und jeder denkende Mensch hätte sich nach den Aufforderungen des Militärs aus dem Gebiet entfernt, abgewiesen. Die Mutter Corries warf Israel in dem Zusammenhang vor, über ein gut geschmiertes System zum Schutz seiner Militärs zu verfügen. Während des Prozesses waren auf Intervention der USA vier zuvor ausgewiesenen ISM-Aktivisten Einreisevisa erteilt worden, sodass sie als Zeugen aussagen konnten. Einem Antrag der Kläger auf Vernehmung eines Arztes aus Rafah, der Corries Leiche untersucht und ihren Tod festgestellt hatte, wurde hingegen nicht stattgegeben. Die Gerichtsentscheidung wurde vom Sondergesandten des UN-Menschenrechtsrates für die Palästinensischen Autonomiegebiete Richard A. Falk kritisiert. Das israelische Oberste Gericht bestätigte 2015 im Berufungsverfahren das Urteil der ersten Instanz.

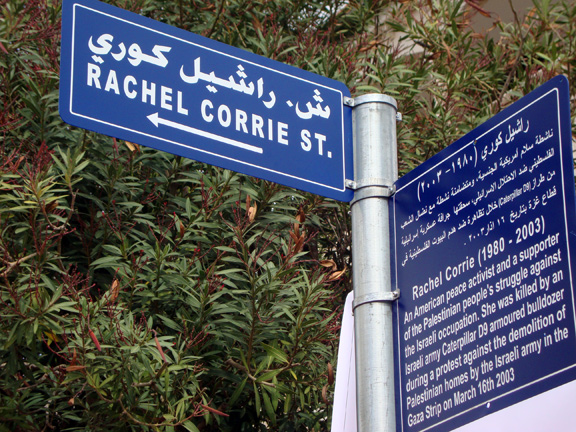
Rachel-Corrie-Straße in Ramallah, 16. März 2010

## Rezeption und Andenken
Während Corrie nach ihrem Tod von der politischen Linken zur Märtyrerin hochstilisiert wurde, versuchten sie rechtskonservative Kreise als Terrorunterstützerin zu dämonisieren. In einer Karikatur des Studentenmagazins der University of Maryland, College Park wurde das Sitzen vor einer Planierraupe zum Schutz einer „Terrorbande“ im Stile eines Wörterbucheintrages als Regelbeispiel für „Dummheit“ dargestellt. Rund 60 der etwa 35.000 Studierenden der Hochschule protestierten gegen diese Karikatur.

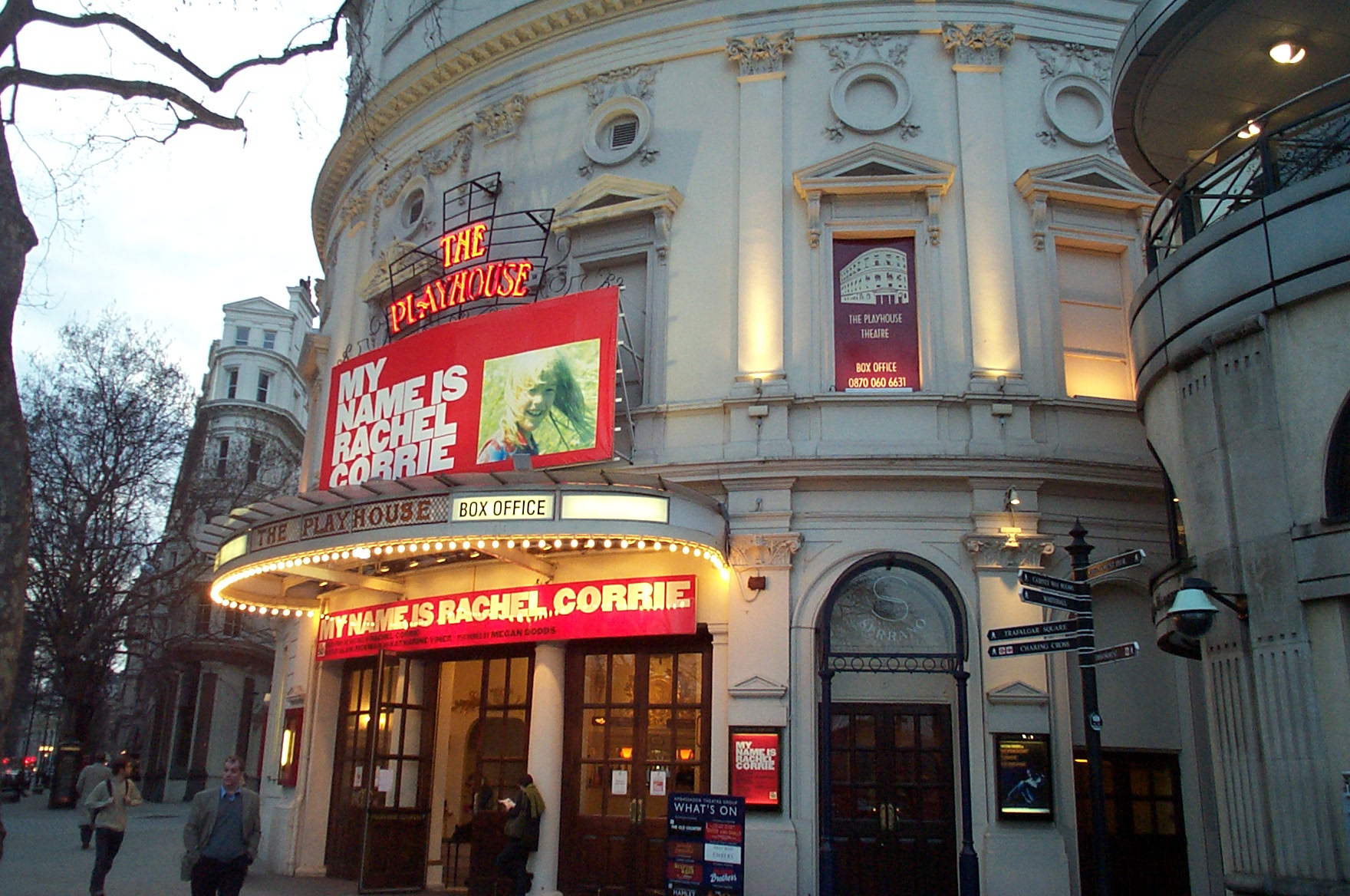
My Name Is Rachel Corrie am Playhouse Theatre, London 2006

Im Frühjahr 2005 wurde das auf Corries Tagebuchaufzeichnungen und E-Mails basierende Stück My Name Is Rachel Corrie der The-Guardian-Journalistin Katharine Viner in London unter der Regie von Alan Rickman uraufgeführt. Es thematisiert die Arbeit Corries im Gazastreifen und ihre dortigen Erfahrungen. Die deutsche Fassung wurde am 8. April 2008 als Hörspiel Mein Name ist Rachel Corrie mit Birgit Minichmayr in der Hauptrolle erstmals ausgestrahlt. Nachdem die New Yorker Premiere des Theaterstücks auf unbestimmte Zeit verschoben worden war, erfolgte im Oktober 2006 die US-Uraufführung in einem Off-Broadway-Theater.
Billy Bragg verfasste einen neuen Text zum Lied The Lonesome Death Of Hattie Carroll von Bob Dylan, der Corries Tod thematisierte. Der Film Rachel von Simone Bitton zeigt in einer Mischung aus Interviews und Spielfilm die Aktionen Corries und der israelischen Soldaten sowie die Untersuchungen zu den Umständen des Todes von Rachel Corrie. Er wurde auf der Berlinale 2009 uraufgeführt.
Nach Rachel Corrie benannt wurden unter anderem das Free-Gaza-Movement-Schiff Rachel Corrie und eine Straße in Ramallah, die an ihrem siebten Todestag in Anwesenheit ihrer Eltern und von ISM-Mitgliedern eingeweiht wurde.
Ende Juli 2024 wurde die wichtige Wasserversorgungsanlage Canada Well in Rafah, die Rachel Corrie in ihrem letzten Lebensmonat verteidigte, von der israelischen Armee gesprengt. Die Wasserversorgungsanlage war 1999 mit Mitteln der Canadian International Development Agency aufgebaut worden. Israelische Soldaten, die das Wassersystem zerstörten, führten eine Strategie aus, die von der Netanjahu-Regierung ausdrücklich formuliert wurde.